# Joachim von Ribbentrop
Ullrich Friedrich Willy Joachim von Ribbentrop (Wesel, 1893. április 30. – Nürnberg, 1946. október 16.) a Nemzetiszocialista Német Munkáspárt befolyásos politikusa, továbbá 1938 és 1945 között birodalmi külügyminiszter volt.
Von Ribbentropot mint háborús bűnöst a legfőbb háborús bűnösök ellen folytatott nürnbergi perben a Nemzetközi Katonai Bíróság 1946. október 1-jén hirdetett ítéletében kötél általi halálra ítélte. Az ítélet végrehajtására 1946. október 16-án került sor.

## Családja
Richard Ullrich Friedrich Wilhelm Ribbentrop főhadnagy és Johanne Sophie Hertwig gyermeke volt. Nagynénje, Gertrud von Ribbentrop 1925. május 25-én adoptálta, akinek apja, Karl von Ribbentrop 1884-ben nemesi címet kapott. Ettől kezdve használta a von Ribbentrop nevet.
1920. július 5-én Wiesbadenben feleségül vette Anna Elisabeth Henkellt, a pezsgőgyáros Otto Henkell lányát. Ekkor von Ribbentrop Otto Henkell berlini képviseletét látta el. A házaspárnak öt gyermeke született:
- Rudolf von Ribbentrop (* 1921. május 10., Wiesbaden)
- Bettina von Ribbentrop (* 1922. július 20., Berlin)
- Ursula von Ribbentrop (* 1932. december 19., Berlin)
- Adolf von Ribbentrop (* 1935. szeptember 2., Berlin)
- Barthold von Ribbentrop (* 1940. december 27., Berlin)

## Élete a második világháborúig
1908 és 1914 között sokat tartózkodott külföldön. 1910 és 1914 között Kanadában élt, ahová, mint egy importvállalat tulajdonosa, bort importált Németországból, valamint 1914-ben egy műkorcsolya-csapat tagja volt. Megtanult angolul és franciául. Mikor kitört az első világháború, otthagyta Kanadát, hogy német oldalon harcoljon. A háború folyamán megkapta az I. osztályú Vaskeresztet, valamint kinevezték főhadnaggyá. A front után a konstantinápolyi német nagykövetségre helyezték.
Miután 1932-ben megismerkedett Adolf Hitlerrel, belépett az Nemzetiszocialista Német Munkáspártba. Adolf Hitler iránti csodálata miatt, felhasználva üzleti kapcsolatait, 1932 folyamán kapcsolatot teremtett Hitler és befolyásos német személyiségek között. Ezek a kapcsolatok lehetővé tették, hogy Hitler 1933-ban nagyobb ellenállás nélkül ragadja magához a hatalmat. Von Ribbentrop nem volt tagja az 1933-ban alakult Hitler-kabinetnek, a Német Külügyminisztérium eredetileg a nemzetiszocialista elképzelések szerint Alfred Rosenberg, az NSDAP külügyi osztályát vezető ideológus számára volt fenntartva. Mivel a Külügyminisztériumra a konzervatívok is igényt tartottak, megállapodás szerint a hivatal a Papen és a Schleicher-kormány külügyminisztere, Konstantin von Neurath irányítása alá került. Von Ribbentropot 1934-ben kinevezték a birodalmi kormány külpolitikai tanácsadójává, valamint leszerelési megbízottjává. 1935 júniusától a Harmadik Birodalom meghatalmazott nagykövete volt. Ebben a tisztségében érte el a német–brit flottaegyezmény aláírását. Egy évvel később aláírásra került Németország és Japán között az Antikomintern paktum. 1936-ban átvette a Londoni Német Nagykövetség vezetését.
1938-ban a Fritsch–Blomberg-botrány nyomán von Ribbentropot nevezték ki birodalmi külügyminiszterré, von Neurath helyére. (Von Neurath részt vett egy titkos ülésen, ahol Blomberg birodalmi hadügyminiszterrel és Werner von Fritsch vezérkari főnökkel kritizálták Adolf Hitler háborús terveit. A három kritikus nemsokára kiszorult a hivatalából.)

## A háború
Miután a Német Birodalom 1939 márciusában kibővült Csehországgal, von Ribbentrop megpróbált egy szövetséget kialkudni Nagy-Britannia, a Szovjetunió és Németország között. Ugyanezen év áprilisától egy tárgyalássorozatot folytatott szovjet kollégájával, Vjacseszlav Molotovval, amelynek eredménye a Lengyelország sorsát megpecsételő, 1939. augusztus 23-án aláírt Molotov–Ribbentrop-paktum lett.
Néhány nappal szeptember 1-je, Lengyelország lerohanása után a Szovjetunió is megkezdte az előretörést Lengyelország keleti felén.
Miután szertefoszlottak a reményei egy Angliával kötött békéről, Németország megszállta Nyugat-Európát.

## 1945 után
A második világháború befejezése után a nürnbergi bíróság összeesküvés, béke elleni bűntettek, háborús bűntettek és emberiesség elleni bűntettek miatt folytatott eljárást. A vádlottak padján töltött 218 ülésnap alatt megbánást nem tanúsított. A bíróság minden vádpontban bűnösnek találta, és 1946. október 1-jén hirdetett ítéletében kötél általi halálra ítélte. Az ítéletet 1946. október 16-án John C. Woods hajtotta végre. Kilenc halálraítélt társa előtt elsőként végezték ki 1 óra 12 perckor. Könyvét, London és Moszkva között címmel, hét évvel halála után felesége adta ki.

## Művei magyarul
- Von Ribbentrop Danzigi beszéde 1939. október 24-én; s.n., s.l., 1939
- A német birodalmi kormánynak a dán és norvég kormányhoz intézett emlékirata / Von Falkenhorst felhívása Norvégia és Dánia hadseregéhez és lakosságához / Von Ribbentrop nyilatkozata; Stádium Ny., Bp., 1940
- Európa szabadságharca. Ribbentrop beszéde 1941. nov. 26-án Berlinben; Centrum Ny., Bp., 1941
- Hitler, Göring, Ribbentrop beszédei a negyedik háborús tél küszöbén; Centrum, Bp., 1942
- Az idő a háromhatalmi egyezmény rendet teremtő hatalmai számára dolgozik; s.n., s.l., 1942
- Az Európa-Keletázsia Szövetség megingathatatlan!; Centrum, Bp., 1944